# Фергюсон, Нэнси Мэйбин
Нэнси Мэйбин Фергюсон (англ. Nancy Maybin Ferguson; 1872—1967) — американская художница. Член Филадельфийской десятки.

## Биография
Нэнси Мэйбин Фергюсон родилась в 1872 году в Филадельфии. В 19 лет поступила в Филадельфийскую школу дизайна для женщин, где училась у Эллиотта Дейнгерфилда. Также училась в Пенсильванской академии изящных искусств, где была ученицей Чарльза Вебстера Хоторна, Уильяма Чейза и Хью Генри Брэкенриджа, и в которой получила стипендию Cresson Traveling Scholarship.
Фергюсон стала известна благодаря своим городским пейзажам Филадельфии и Провинстауна. На протяжении своей карьеры она выставлялась на национальных выставках в десяти штатах и в Парижском салоне. В настоящее время работы художницы хранятся в Чикагском институте искусств и Национальной академии дизайна. Альберт Кумс Барнс купил одну из работ Фергюсон для своей коллекции.
Нэнси Мэйбин Фергюсон умерла в 1967 году.